# Jarno Trulli
Jarno Trulli (nascut el 13 de juliol del 1974 a Pescara, Itàlia) és un expilot italià de Fórmula 1 que es va retirar l'any 2011. Només ha aconseguit una única victòria en tota la seva trajectòria, al Gran Premi de Mònaco del 2004, on fou el primer pilot d'una altra escuderia en trencar la ratxa victoriosa de Ferrari en aquella temporada.
Jarno Trulli és catòlic practicant. En el Gran Premi de Bahrain del 2006, un dia després de la mort del papa Joan Pau II va lluir al seu casc un adhesiu en el qual es podia llegir «Gràcies Papa».

## Resultats a la F1
Nota: Carreres en "negreta", vol dir que el pilot surt des de la pole position
| Any  | Equip            | 1       | 2       | 3       | 4       | 5       | 6       | 7       | 8       | 9       | 10      | 11      | 12      | 13      | 14      | 15      | 16      | 17      | 18      | 19     | Equip            | Lloc Final | Punts |
| ---- | ---------------- | ------- | ------- | ------- | ------- | ------- | ------- | ------- | ------- | ------- | ------- | ------- | ------- | ------- | ------- | ------- | ------- | ------- | ------- | ------ | ---------------- | ---------- | ----- |
| 1997 | Minardi i Prost  | AUS 9   | BRA 12  | ARG 9   | SMR DNS | MON Ret | ESP 15  | CAN Ret | FRA 10  | GBR 8   | GER 4   | HUN 7   | BEL 15  | ITA 10  | AUT Ret | LUX DNP | JPN DNP | EUR DNP |         |        | Minardi i Prost  | 15º        | 3     |
| 1998 | Prost-Peugeot    | AUS Ret | BRA Ret | ARG 11  | SMR Ret | ESP 9   | MON Ret | CAN Ret | FRA Ret | GBR Ret | AUT 10  | GER 12  | HUN Ret | BEL 6   | ITA 13  | LUX Ret | JPN 12  |         |         |        | Prost-Peugeot    | 15º        | 1     |
| 1999 | Prost-Peugeot    | AUS Ret | BRA Ret | SMR Ret | MON 7   | ESP 6   | CAN Ret | FRA 7   | GBR 9   | AUT 7   | GER Ret | HUN 8   | BEL 12  | ITA Ret | EUR 2   | MYS Ret | JPN Ret |         |         |        | Prost-Peugeot    | 11º        | 7     |
| 2000 | Jordan-Honda     | AUS Ret | BRA 4   | SMR 15  | GBR 6   | ESP 12  | EUR Ret | MON Ret | CAN 6   | FRA 6   | AUT Ret | GER 9   | HUN 7   | BEL Ret | ITA Ret | USA Ret | JPN 13  | MYS 12  |         |        | Jordan-Honda     | 10º        | 6     |
| 2001 | Jordan-Honda     | AUS Ret | MYS 8   | BRA 5   | SMR 5   | ESP 4   | AUT Ret | MON Ret | CAN 11  | EUR Ret | FRA 5   | GBR Ret | GER Ret | HUN Ret | BEL Ret | ITA Ret | USA 4   | JPN 8   |         |        | Jordan-Honda     | 9º         | 12    |
| 2002 | Renault          | AUS Ret | MYS Ret | BRA Ret | SMR 9   | ESP 10  | AUT Ret | MON 4   | CAN 6   | EUR 8   | GBR Ret | FRA Ret | GER Ret | HUN 8   | BEL Ret | ITA 4   | USA 5   | JPN Ret |         |        | Renault          | 8º         | 9     |
| 2003 | Renault          | AUS 5   | MYS 5   | BRA 8   | SMR 13  | ESP Ret | AUT 8   | MON 6   | CAN Ret | EUR Ret | FRA Ret | GBR 6   | GER 3   | HUN 7   | ITA Ret | USA 4   | JPN 5   |         |         |        | Renault          | 8º         | 33    |
| 2004 | Renault i Toyota | AUS 7   | MYS 5   | BAH 4   | SMR 5   | ESP 3   | MON 1   | EUR 4   | CAN Ret | USA 4   | FRA 4   | GBR Ret | GER 11  | HUN Ret | BEL 9   | ITA 10  | CHN DNP | JPN 11  | BRA 12  |        | Renault i Toyota | 6º         | 46    |
| 2005 | Toyota           | AUS 9   | MYS 2   | BAH 2   | SMR 5   | ESP 3   | MON 10  | EUR 8   | CAN Ret | USA DNS | FRA 5   | GBR 9   | GER 14  | HUN 4   | TUR 6   | ITA 5   | BEL Ret | BRA 13  | JPN Ret | CHN 15 | Toyota           | 7º         | 43    |
| 2006 | Toyota           | BAH 16  | MYS 9   | AUS Ret | SMR Ret | EUR 9   | ESP 10  | MON 17  | GBR 11  | CAN 6   | USA 4   | FRA Ret | GER 7   | HUN 12  | TUR 9   | ITA 7   | CHN Ret | JPN 6   | BRA Ret |        | Toyota           | 12º        | 15    |
| 2007 | Toyota           | AUS 9   | MYS 7   | BAH 7   | ESP Ret | MON 15  | CAN Ret | USA 6   | FRA Ret | GBR Ret | EUR 13  | HUN 10  | TUR 16  | ITA 11  | BEL 11  | JPN 13  | CHN 13  | BRA 8   |         |        | Toyota           | 13º        | 8     |
| 2008 | Toyota           | AUS Ret | MYS 4   | BAH 6   | ESP 8   | TUR 10  | MON 13  | CAN 6   | FRA 3   | GBR 7   | GER 9   | HUN 7   | EUR 5   | BEL 16  | ITA 13  | SNG Ret | JPN 5   | CHN Ret | BRA 8   |        | Toyota           | 9è         | 26    |
| 2009 | Toyota           | AUS 3   | MAL 4   | CHN Ret | BHR 3   | ESP Ret | MON 13  | TUR 4   | GBR 7   | GER 17  | HUN 8   | EUR 13  | BEL Ret | ITA 14  | SNG 12  | JPN 2   | BRA Ret | ABU 7   |         |        | Toyota           | 8è         | 32,5  |

- A la temporada que va debutar, la 1997, va córrer amb Minardi fins al GP del Canadà. A partir del següent GP, això és el França, va córrer per a Prost-Honda.
- A la temporada 2004, va ser acomiadat de Renault, després del Gran Premi d'Itàlia, a causa dels mals resultats des del GP de la Gran Bretanya. En les dues darreres carreres de la temporada, va córrer a l'escuderia Toyota.